# Georges-Charles de Hesse-Cassel
George Charles de Hesse-Cassel né le 8 janvier 1691 à Cassel et décédé le 5 mars 1755 est un prince de la famille de Hesse-Cassel et un général prussien.

## Biographie
George est le dixième et plus jeune fils de Charles Ier de Hesse-Cassel (1654-1730) de son mariage avec Amélie de Courlande (1653-1711), la fille du duc Jacob Kettler de Courlande. Son héritage consiste dans les fiefs de Waltersbrück et Völkershausen.
Il reçoit son éducation militaire avec Frédéric-Guillaume Ier de Prusse. En 1723, il est promu lieutenant-général et nommé gouverneur de Minden. Il quitte l'armée prussienne en 1730.  Il sert ensuite comme général dans l'armée suédoise, puis dans l'armée de la Hesse et enfin comme lieutenant-général dans l'armée impériale.
Il a sans doute été très proche de son frère aîné, Frédéric Ier de Suède auquel il rend visite régulièrement à Stockholm.
George Charles meurt en 1755, célibataire et sans enfants.